# Quantum Leap (serie televisiva)
Quantum Leap è una serie televisiva statunitense di fantascienza trasmessa sulla NBC dal 19 settembre 2022. È creata da Steven Lilien e Bryan Wynbrandt, prodotta da Dean Georgaris Entertainment 2.0, Quinn's House, Belisarius Productions, Universal Content Productions e Universal Television ed ha come protagonisti Raymond Lee e Caitlin Bassett. È un revival originale della serie In viaggio nel tempo (Quantum Leap), creata da Donald P. Bellisario e trasmessa dal 1989 al 1993.
In Italia la serie va in onda su Italia 1 dall'11 novembre 2023 in day-time.

## Trama
Sono passati trent'anni da quando il dottor Sam Beckett è scomparso nell'acceleratore Quantum Leap. Il progetto Quantum Leap è stato riavviato con un nuovo team che cerca di risolvere i problemi lasciati irrisolti da Beckett e dalla sua macchina. Per ragioni sconosciute, il dottor Ben Song, il fisico a capo del nuovo progetto, ha caricato un nuovo codice del programma nei sistemi del progetto e ha utilizzato l'acceleratore aggiornato per tornare indietro nel tempo. Si perde nel passato proprio come fece Beckett, vivendo la vita di altre persone e cambiando la storia nella speranza di tornare al presente. Addison Augustine, assistente del progetto, che è anche la fidanzata di Ben, funge da collegamento con il progetto, apparendogli come un ologramma che solo lui può vedere e sentire, proprio come aveva fatto per Beckett Al Calavicci, l'osservatore del progetto originale.

## Episodi
| Stagione         | Episodi | Prima TV USA | Prima TV Italia |
| ---------------- | ------- | ------------ | --------------- |
| Prima stagione   | 18      | 2022-2023    | 2023-2024       |
| Seconda stagione | 13      | 2023-2024    | inedita         |

## Personaggi e interpreti

### Personaggi principali
- Ben Song, interpretato da Raymond Lee, doppiato da Edoardo Stoppacciaro. È un fisico che lavora a Quantum Leap, il quale rimane bloccato nel passato, saltando nei corpi di persone diverse, pur avendo anche un'amnesia parziale sulla sua identità a causa del salto.
- Addison Augustine, interpretata da Caitlin Bassett, doppiata da Gemma Donati. È la fidanzata e "osservatrice" di Ben, che lo aiuta a scoprire cosa deve fare per saltare. Il nuovo progetto prevedeva che lei fosse la saltatrice.
- Ian Wright, interpretato da Mason Alexander Park, doppiato da Davide Capone. È il capo architetto dell'intelligenza artificiale di Quantum Leap.
- Jenn Chou, interpretata da Nanrisa Lee, doppiata da Guendalina Ward. È il capo della sicurezza di Quantum Leap.
- Herbert "Magic" Williams, interpretato da Ernie Hudson, doppiato da Dario Oppido. È il capo del progetto di viaggio nel tempo di Quantum Leap e veterano della guerra del Vietnam.
- Tom Westfall (stagione 2), interpretato da Peter Gadiot. È un ufficiale dell'intelligence dell'esercito statunitense, ex delle forze speciali, e il nuovo interesse amoroso di Addison.
- Hannah Carson (season 2), interpretata da Eliza Taylor. Inizialmente nel 1949 lavorava come cameriera in Messico, è esperta di fisica e fa un altro salto nel 1955 all'Università di Princeton.

### Personaggi ricorrenti
- Beth Calavicci, interpretata da Susan Diol. È la moglie di Al Calavicci.
- Janis Calavicci, interpretata da Georgina Reilly. È la figlia di Al Calavicci.
- Richard Martinez / Leaper X (stagione 1), interpretata da Walter Perez.
- Rachel, interpretata da Alice Kremelberg.

### Guest star
- Ziggy, interpretata da Deborah Pratt.
- Ryan, interpretato da Michael Welch.
- Cole, interpretato da Michael Malarkey.
- Samantha Stratton, interpretata da Carly Pope.
- Comandante Jim Reynolds, interpretato da José Zúñiga.
- Marco, interpretato da Álex González.
- Jake, interpretato da Justin Hartley.
- Tammy Jean Jessup, interpretata da Sofia Pernas.
- Alberto Sandoval, interpretato da Mark Damon Espinoza.
- Frankie, interpretata da Yaani King Mondschein.
- Naomi Harvey, interpretata da Jewel Staite.
- Lola Gray, interpretata da Elyse Levesque.
- Percival Gray, interpretato da Josh Meyers.
- Dottor Felix Watts, interpretato da Chido Nwokocha.
- Ringer, interpretato da Kurt Yaeger.
- Carly Farmer, interpretata da Deborah Ann Woll.
- Carolina Carlo, interpretata da Sumalee Montano.
- Dottor Harper, interpretato da Eugene Byrd.
- Eli Jackson, interpretato da Stan Shaw.
- Louis Tann, interpretato da François Chau.
- Dottor Edwin Woolsey, interpretato da Robert Picardo.
- Colonnello Jack Parker, interpretato da Matt Glave.
- Eugene Wagner, interpretato da Joe Dinicol.
- Alexander Augustine, interpretato da Brandon Routh. È il padre di Addison.
- Dottor Mueller, interpretato da Patrick Fischler.
- Leslie Drobis, interpretata da Davida Williams.
- Paul Kirk, interpretato da Bart Johnson.
- Curtis Bailey, interpretato da François Arnaud.
- Ronny Abrams, interpretato da Aaron Abrams.
- Enock Abrams, interpretato da P. J. Byrne.
- Ellen Grier, interpretata da Melissa Roxburgh.
- Rebecca Egan, interpretata da Janet Montgomery.
- Sean Egan, interpretato da Graham Patrick Martin.
- Sheriff Woodrow Morgan, interpretato da Louis Herthum.
- Generale Austin Murray, interpretato da William deVry.
- Neal Russell, interpretato da Tim Matheson.
- Laura Evans, interpretata da Erica Gimpel.
- Jin Park, interpretato da C. S. Lee.
- Dwain, interpretato da Benjamin Flores Jr..
- Dottor Karl Donovan, interpretato da Cullen Douglas.

## Produzione

### Sviluppo
Nel settembre 2021, Scott Bakula, che interpretava il personaggio principale Sam Beckett nella serie, lasciava intendere che si stava prendendo in considerazione un riavvio dello show, con il ritorno del creatore Donald P. Bellisario in qualche modo. Un episodio pilota fu ordinato dalla NBC nel gennaio successivo con l'intenzione che gli sceneggiatori Steven Lilien e Bryan Wynbrandt fungessero da showrunner con il produttore esecutivo Martin Gero e con la produttrice e scrittrice originale Deborah Pratt. Helen Shaver è stata assunta per dirigere l'episodio pilota e anche come produttrice esecutiva. La NBC ha ordinato il revival con una ripresa dell'intera stagione a maggio dopo aver visto il pilota di prova.
Dopo aver ricevuto un ordine per l'intera stagione, Aadrita Mukerji e Dean Georgaris si sono uniti come produttori esecutivi aggiuntivi e Gero ha assunto il ruolo di showrunner mentre Lilien e Wynbrandt sono rimasti come produttori esecutivi. Un nuovo episodio pilota è stato diretto da Thor Freudenthal e scritto da Lilien e Wynbrandt, con la messa in onda dell'episodio originale programmata più avanti nella stagione. La decisione di non lanciare il revival con il primo episodio originale della stagione è stato realizzato per fornire una migliore introduzione alla serie, ed è stato riprogrammato come sesto episodio con aggiunte di alcune riprese per contesto.
Nel settembre 2022, Bakula ha confermato che i produttori gli avevano chiesto di riprendere il ruolo di Sam Beckett nel revival, ma alla fine aveva deciso di non essere coinvolto nella nuova serie, affermando in una dichiarazione su Instagram, Poiché lo spettacolo è sempre stato vicino e caro al mio cuore, è stata una decisione molto difficile abbandonare il progetto.
Dopo la messa in onda dei primi tre episodi, la NBC ha ordinato sei episodi aggiuntivi per la prima stagione, portando il totale a 18 episodi. Il 12 dicembre 2022, la NBC ha rinnovato la serie per una seconda stagione, che è stata girata prima dell'inizio degli scioperi del 2023 della Writers Guild of America e della SAG-AFTRA e ha debuttato il 4 ottobre del medesimo anno. Inizialmente composta da 13 episodi (con la possibilità di aggiungerne altri), la seconda stagione è entrata in produzione immediatamente dopo la conclusione della prima stagione, senza interruzioni intermedie.

### Casting
Raymond Lee è stato il primo attore nel cast della serie, assumendo il ruolo principale del dottor Ben Song nel marzo 2022. Poco dopo, il cast si è completato con Ernie Hudson, Nanrisa Lee, Mason Alexander Park e Caitlin Bassett, quest'ultima al suo primo debutto televisivo. Nella seconda stagione gli attori Eliza Taylor e Peter Gadiot sono stati aggiunti nel cast principale della serie, mentre Georgina Reilly è stata inserita nel cast ricorrente.

## Distribuzione

### Stati Uniti
In originale la serie va in onda sulla NBC dal 19 settembre 2022: la prima stagione è stata trasmessa dal 22 settembre 2022 al 3 aprile 2023, mentre la seconda stagione viene trasmessa dal 4 ottobre 2023.

### Italia
In Italia la serie va in onda su Italia 1 dall'11 novembre 2023 in day-time: la prima stagione viene trasmessa dall'11 novembre 2023, mentre la seconda stagione è inedita.

## Curiosità
Il primo episodio della serie è stato dedicato alla memoria dell'attore Dean Stockwell (Al Calavicci).

## Merchandising
La serie è disponibile per lo streaming su Peacock, sul sito web della NBC, sull'app NBC e on-demand su Comcast /Xfinity, sistemi gratuiti con annunci. La prima stagione è stata commercializzata su DVD e Blu-ray Disc negli Stati Uniti il 13 giugno 2023.

## Accoglienza

### Critica
Il sito web aggregatore di recensioni Rotten Tomatoes ha segnalato 55% di gradimento con una valutazione media di 5,3/10, basata su 22 recensioni critiche. Il consenso dei critici del sito web recita: Questo riavvio più serializzato di Quantum Leap ha abbastanza cuore da meritare uno sguardo da parte degli spettatori con il lusso di tempo, ma spesso si dimentica di divertirsi con la struttura a episodi che ha reso l'originale un classico. Su Metacritic, la serie ha un punteggio medio ponderato di 56 su 100 basato su otto critici, indicando recensioni contrastanti o nella media.